# Arophyton
Arophyton es un género de plantas con flores de la familia Araceae.  Se compone de 7 especies que sólo se encuentran en Madagascar noreste. Arophyton son plantas tuberosas  que pasan por un período de latencia durante la estación seca.

## Taxonomía
El género fue descrito por Henri Lucien Jumelle y publicado en Annales du Musée Colonial de Marseille, sér. 4, 6(2): 21, 23. 1928.

## Especies
- Arophyton buchetii
- Arophyton crassifolium
- Arophyton humbertii
- Arophyton pedatum
- Arophyton simplex
- Arophyton tripartitum